# Tiroteo en el Museo Conmemorativo del Holocausto en Washington D. C.
El Tiroteo en el Museo Conmemorativo del Holocausto de Washington D.C., fue un tiroteo que tuvo lugar en el Distrito de Columbia, en los Estados Unidos, en el Museo Conmemorativo del Holocausto de los Estados Unidos. El 10 de junio de 2009, el agente de policía Stephen Tyrone Johns, recibió un disparo y falleció posteriormente a consecuencia de sus heridas.

## El sospechoso
El sospechoso de los hechos era James Wenneker von Brunn, von Brunn fue acusado en un tribunal de justicia federal el 11 de junio de 2009 de asesinato en primer grado y tenencia de armas de fuego. El 29 de julio de 2009, von Brunn fue acusado de siete cargos, incluidos cuatro cargos que lo hacían elegible para la pena de muerte. En septiembre de 2009, un juez ordenó a von Brunn que se sometiera a un reconocimiento médico de evaluación para determinar si podía o no ser juzgado. Mientras esperaba su juicio, von Brunn murió el 6 de enero de 2010 de insuficiencia cardíaca congestiva causada por sepsis a la edad de 89 años.

## Ataque
Según la acusación, von Brunn entró en el edificio y disparó al agente de policía y guardia del museo Stephen Tyrone Johns, quien murió a causa de sus heridas. Von Brunn era un supremacista blanco y negacionista del Holocausto que había sido arrestado y condenado por entrar en un edificio federal con varias armas en 1981, mientras trataba de arrestar a la junta de gobernadores de la Reserva Federal de los Estados Unidos, a los cuales von Brunn consideraba una banda de traidores.